# 14 Wall Street
14 Wall Street, originalmente el Bankers Trust Company Building, es un rascacielos en la intersección de Wall Street y Nassau Street en el Distrito Financiero de Manhattan en Nueva York. Mide 160 m de altura y tiene 32 pisos úties. Está compuesto por la torre original en la esquina sureste del sitio, así como por un anexo más bajo alrededor de la torre original.
La torre original se erigió en el sitio del Stevens Building en 12-14 Wall Street y el Gillender Building en 16 Wall Street. Fue construida entre 1910 y 1912 y diseñada por Trowbridge & Livingston en estilo neoclásico como la sede de Bankers Trust. Una adición de 25 pisos con detalles art déco, diseñada por Shreve, Lamb and Harmon fue construida entre 1931 y 1933 para reemplazar otras tres estructuras. Después de que se erigieran nuevos edificios para Bankers Trust en 1962 y 1974, la empresa trasladó a los empleados del 14 de Wall Street y finalmente vendió el edificio en 1987.
14 Wall Street incorpora un techo piramidal de siete pisos inspirado en el Mausoleo de Halicarnaso. El interior del edificio contenía numerosas comodidades que se consideraron de última generación en el momento de su construcción; los primeros tres pisos se utilizaron como sede de Bankers Trust, mientras que el resto se alquiló a inquilinos. Fue un edificio notable en el horizonte de Manhattan a principios del siglo XX y se destacó en las primeras imágenes de Bankers Trust. Fue designado un hito de la ciudad de Nueva York en 1997.

## Sitio

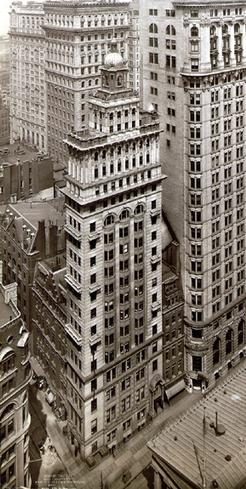
El Gillender Building (izquierda) y el Edificio Nacional de Hannover (derecha) ocupaban anteriormente el sitio de 14 Wall Street.

14 Wall Street está ubicado en el Distrito Financiero de Manhattan, delimitado por Nassau Street al este, Wall Street al sur y Pine Street al norte. El lote mide 49 m en Wall Street, 53 m en Nassau Street y 54 m en Pine Street, y tiene un área total de 3.060 m². Los edificios cercanos incluyen el Hanover National Building en 11 Nassau Street al sur, Federal Hall National Memorial (anteriormente el edificio del Tesoro) en 26 Wall Street al este, y el New York Stock Exchange Building al sur, y 23 Wall Street diagonalmente hacia el sureste. El Metro de Nueva York, que sirve a los trenes J y Z, está directamente al sureste.
El edificio original está ubicado en la esquina sureste del sitio, que anteriormente estaba ocupado por los edificios Stevens y Gillender. En 1880, la familia Sampson desarrolló sus lotes a lo largo de 12-14 de Wall Street en el Stevens, que se mantuvo hasta 1910. Dieciséis años más tarde, Helen L. Gillender Asinari, propietaria del edificio de oficinas contiguo de seis pisos en la esquina noreste de Wall y Nassau Streets, decidió reemplazarlo por el edificio Gillender de 91 m y 20 pisos, que se completó en 1897 y se demolió en 1910. Combinados, los dos lotes tenían una superficie aproximadamente cuadrada de aproximadamente 30 por 30 m.
El anexo ocupa el resto de la parcela y tiene forma de L en planta. Antes de la construcción del anexo, el terreno debajo de él estaba ocupado por tres edificios. El Astor de siete pisos estaba ubicado en 10-12 Wall Street, directamente al oeste de la torre original. El Edificio Nacional de Hannover en 5-11 Nassau Street, erigido en 1903, era un edificio de 21 pisos al norte del Bankers Trust original, que se extendía hasta Pine Street. El edificio final en el lote era 7 Pine Street, de 10 pisos al noroeste de la torre original.

## Diseño
Mide 160 m de altura y tiene 32 pisos sobre el suelo utilizables y un techo piramidal de siete pisos en la parte superior, que contiene siete niveles de almacenamiento. Además, 14 Wall Street contiene cuatro niveles de sótano; el sótano superior está parcialmente elevado sobre el nivel del suelo. La estructura original fue diseñada por Trowbridge & Livingston para Bankers Trust, con adiciones entre 1931 y 1933 por Shreve, Lamb & Harmon.
"El techo revestido de granito de 14 Wall Street y sus motivos arquitectónicos específicamente griegos", como lo describe la escritora de arquitectura Sarah Landau, que se apartaban de los diseños anteriores. Los arquitectos escribieron que el estilo había sido elegido por su "sencillez y gracia, así como por su suprema dignidad y seriedad", que encajaba tanto con el lugar como con el uso del edificio. Las inspiraciones incluyen el Erecteión, el Mausoleo de Halicarnaso y "antiguos prototipos macedonios".

## Forma
La estructura original es una torre de 39 pisos sin retranqueo, compuesta por 32 pisos rematados por un techo de siete pisos. El concepto detrás del diseño de la estructura original era colocar un techo piramidal, similar al del Mausoleo de Halicarnaso en la parte superior de una torre como el Campanile de San Marcos de Venecia. Trowbridge quería "realzar la belleza de la parte superior del edificio mediante una logia y una pirámide de piedra, en lugar del techo plano o abuhardillado habitual". Esta fue una de las primeras veces que se utilizó un techo piramidal en un rascacielos (después de la Metropolitan Life Insurance Company Tower); Las estructuras altas anteriores habían sido coronadas por una cúpula, una aguja o un tempietto.
El resto del edificio está rodeado por un anexo de 25 pisos, que envuelve los lados oeste y norte de la torre original. El lado de Wall Street tiene retrocesos en los pisos 15, 22 y 25 y el lado de Nassau Street tiene retrocesos en el piso 23. El lado de Pine Street tiene un patio de luces sobre el piso 11, que atraviesa el centro de ese lado.

### Fachada

#### Edificio original
La fachada está revestida con 7300 t de granito de Nueva Inglaterra de varias canteras. La torre original está organizada en cinco secciones: una base de 5 pisos, una sección media de 21 pisos, una sección superior de 6 pisos (incluido el ático del piso 32) y el techo. La base tenía originalmente cuatro pisos, pero el tercer piso actual se agregó en la renovación de 1931-1933. A cada lado hay cinco ventanas, cada una de las cuales contiene dos ventanas por piso. El diseño de cada lado es en gran parte idéntico, excepto que la sección media de la fachada occidental está hecha de ladrillo en lugar de granito.

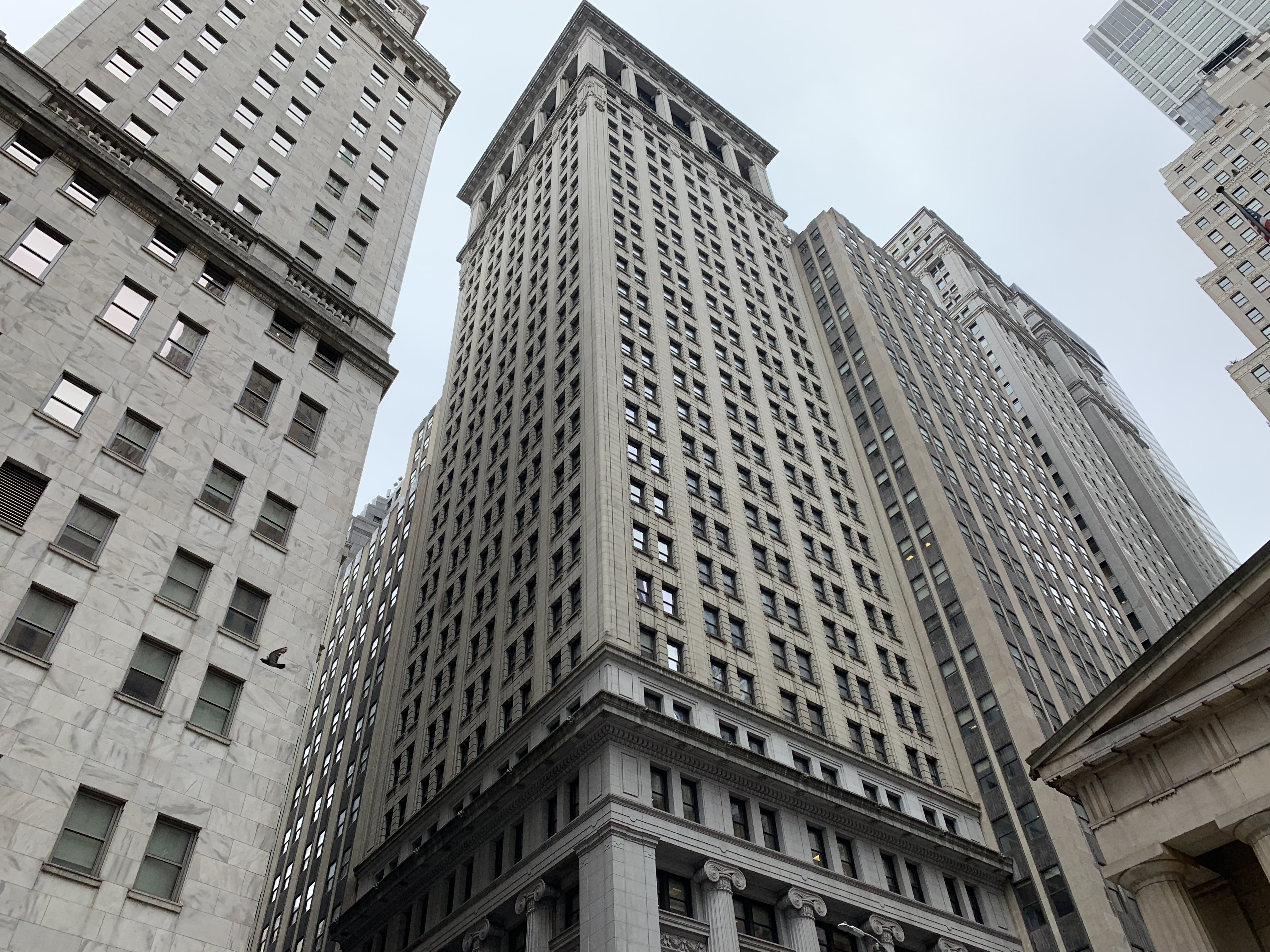
Torre original (centro) y anexos (cerca de la izquierda y cerca de la derecha). En el extremo izquierdo está el edificio de la Bolsa de Nueva York, mientras que el Federal Hall está en la parte inferior derecha y el Equitable Buildingestá en el extremo derecho.

Debido a que 14 Wall Street estaba rodeado por todos lados por otros rascacielos, lo que limitaba la visibilidad de la sección inferior, los pisos inferiores se diseñaron con intrincados detalles. El sótano superior y el primer piso se dispusieron como un estilobato que sostenía una columnata sobre él. La fachada del sótano es lisa, mientras que la fachada del primer piso consta de bloques rusticados. Un porche de entrada, con la dirección 16 Wall Street, da al lado de Wall Street. Una columnata encima se extendía del segundo al cuarto piso. La columnata consistía en columnas griegas con acanaladuras, hileras de marcapianos y molduras, y era "casi puritana en su sencillez". La fachada de los pisos inferiores se reorganizó ligeramente cuando se creó el tercer piso actual, con nuevos paneles de enjuta que se agregaron para separar las ventanas de doble altura que anteriormente se extendían por el segundo piso de doble altura. El quinto piso es el piso más alto de la base y tiene una cornisa profunda en la parte superior.
La sección media comienza en el sexto piso y asciende hasta el piso 26. Está revestido mayoritariamente de granito color ante con pilares verticales ligeramente salientes que separan cada tramo, excepto en las esquinas, que tienen ranuras que los hacen parecer paneles. Hay un curso de banda sobre el sexto piso, pero por lo demás no hay ornamentación horizontal. De los pisos 27 al 29, las fachadas norte, este y sur están detrás de las columnatas, mientras que la fachada oeste se extiende hacia las columnas de la columnata. Las ventanas rectangulares se ubican en los pisos 30 y 31, con una cornisa entre los pisos. El piso 32 está ligeramente retraído, con una cornisa moldurada en su parte superior.
El techo está hecho de enormes bloques de granito y mide 29 m de alto, con una base de 21 m cuadrados. Hay 24 escalones entre la parte inferior y superior del techo. El humo se ventila por las aberturas en la parte superior del techo, lo que le da una apariencia piramidal. Dentro del techo hay más de 20 trasteros.

#### Anexo
La fachada del anexo está hecha de granito en la base y piedra caliza en los pisos superiores. Fue diseñado de modo que fuera en deferencia a la "arquitectura sólida y robusta" del edificio original. La fachada del anexo está dispuesta en dos estilos. La fachada de Wall Street contiene reveses retranqueos en los pisos inferiores y la disposición de las ventanas está alineada con la del edificio original. La base consta de cuatro pisos. Como la torre original, el primer piso está rusticado y del segundo al cuarto piso contiene una columnata. En los pisos superiores, pilares anchos dividen cada bahía y pilares estrechos dividen cada ventana. Las enjutas entre cada fila de ventanas están decoradas con paneles de aluminio.
Las fachadas de Pine Street y Nassau Street están diseñadas para ser más modernas con motivos en los estilos Modern Classic y art déco. Debido a variaciones en las líneas de lote en el sitio del anexo, el anexo proyecta 4,9 m más hacia la calle que el edificio original. Además de una entrada en el centro del lado de Nassau Street del anexo, hay entradas de servicio en Pine Street. Las fachadas del anexo contienen adornos tallados, pilares curvos en la base, puertas y rejas de hierro forjado y una escultura de un águila sobre la entrada de la calle Nassau. Hay cinco ventanas en Nassau Street y once en Pine Street; cada una de las bahías contiene entre una y tres ventanas. La base tiene dos pisos de altura, excluyendo el sótano, que es parcialmente visible cuando Nassau Street se inclina hacia abajo desde Pine Street hacia Wall Street. El diseño de la fachada de los pisos superiores es similar al del lado de Wall Street.

#### Características estructurales
Para la fundación del 14 de Wall Street, se hundieron cajones alrededor del perímetro del sitio, llegando a la capa de roca 20 m debajo de la calle. Luego, se vertió concreto entre estos cajones para crear un coferdán hermético de 2,1 m de espesor. La membrana era necesaria porque el terreno circundante estaba lleno de arenas movedizas. Posteriormente, se excavó el lote, se quitaron los cimientos del edificio Gillender y se colocaron cimientos profundos dentro del lote. Debido a la alta presión sobre el coferdán, se utilizaron armaduras de madera temporales para apuntalar el coferdán. Luego se colocó en el fondo del pozo una plataforma de hormigón de 0,91 m de espesor, recubierta con cemento impermeable. El método no solo era más barato que el método estándar en ese momento de conducir los cajones hasta el lecho de roca, sino que también proporcionaba espacio para más pisos de sótano.
La superestructura consta de 7300 t de acero. El segundo piso no contiene columnas debido a la elaborada red de cerchas pesadas que se utilizan para sostener las paredes exteriores. También se utilizan "refuerzos inusualmente pesados" para sostener el cuarto piso. De lo contrario, se utiliza una estructura estándar de acero de vigas y columnas dentro del edificio. Algunas de las columnas más grandes tienen 150 m de altura y transportan cargas de hasta 2000 t.

#### Interior

##### Oficinas de Bankers Trust

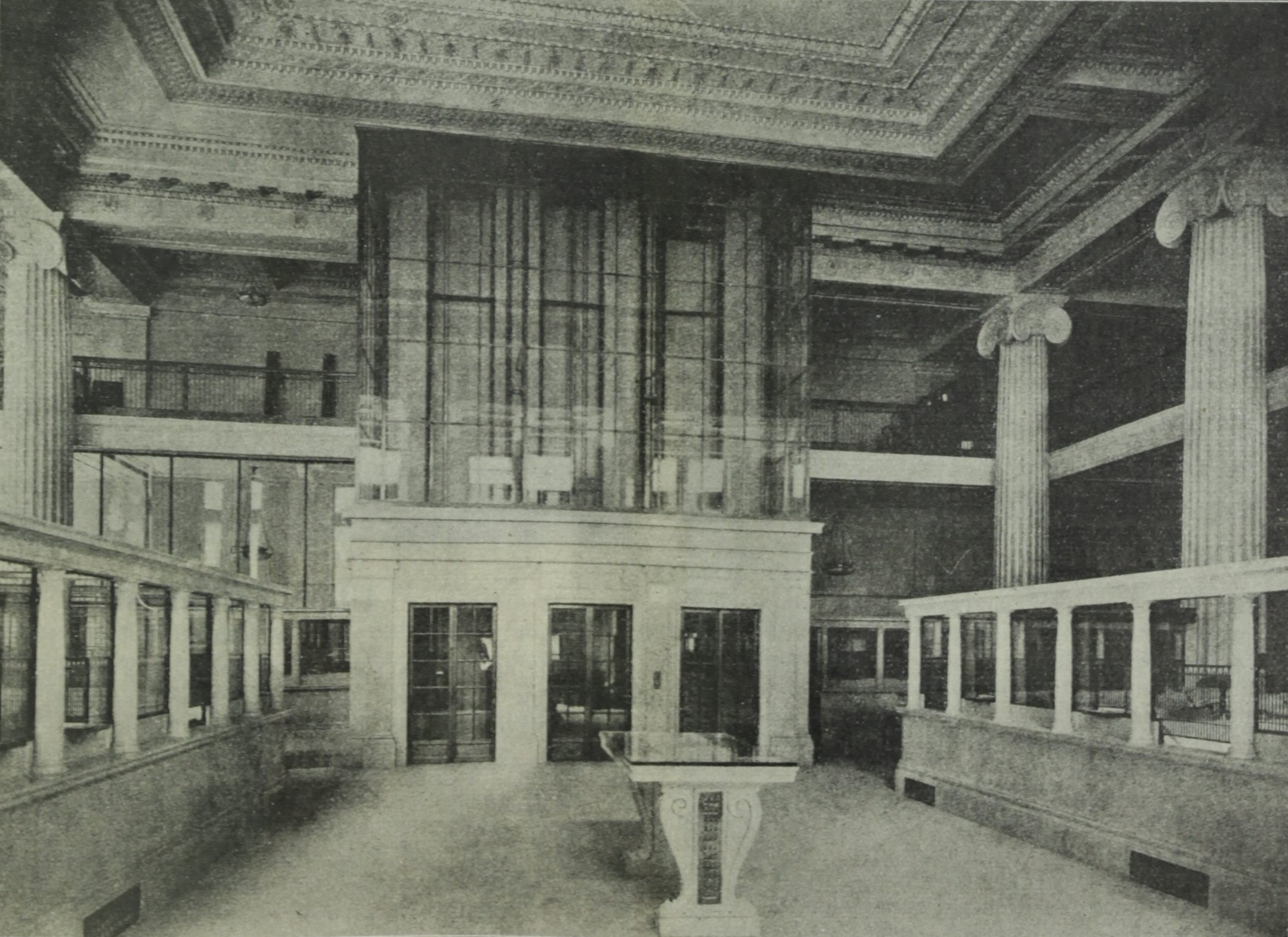
La parte inferior del hueco del ascensor compartido, dentro de las oficinas de Bankers Trust, estaba cubierta de mármol, mientras que la parte superior era de vidrio.

Los constructores se aseguraron de que 14 Wall Street se construyera con material ignífugo. Se usó metal en lugar de la moldura de madera que se usó para la decoración en otros edificios, y se colocó un sistema de rociadores en el techo. Las oficinas de Bankers Trust ocupaban los niveles del sótano A y B, así como del primer al cuarto piso. Estas oficinas fueron diseñadas "en un estilo clásico puro"; el trabajo en metal de las oficinas era de bronce de color claro, mientras que el mármol italiano revestía los espacios bancarios principales en el primer y segundo piso. Los mostradores de los cajeros dentro de la sala bancaria del segundo piso estaban originalmente alineados con las posiciones de las ventanas. El cuarto piso contenía la sala de juntas. Tres ascensores conectaban los pisos de oficinas de Bankers Trust y subían solo al cuarto piso. Inusualmente para los edificios de la época, la parte inferior del hueco del ascensor compartido estaba cubierta de mármol, mientras que la parte superior era de vidrio. En el momento de la inauguración del edificio, una revista observó que las oficinas utilizaban equipos modulares que se podían mover fácilmente en caso de que la empresa necesitara expandirse. Además, las superficies del suelo estaban hechas de corcho; cada departamento tenía servicio telefónico; y los sistemas de tubos neumáticos facilitaron el envío de documentos entre diferentes departamentos.
En el centro del lado de Wall Street, una amplia escalera conducía al primer piso. Inicialmente, esta era la entrada principal a las oficinas de Bankers Trust. Cuando el edificio se amplió de 1931 a 1933, la antigua sala de banca en el primer piso se convirtió en un área de asientos para oficiales, y se elevó el nivel del piso para armonizar con la nueva extensión. El segundo piso de doble altura se dividió en dos pisos y se creó el tercer piso. La nueva adición, con la dirección 16 Wall Street, contenía una sala bancaria en forma de T que cubría 930 m², con "un bosque de columnas cuadradas en forma de tronco revestidas de mirto de Oregón". El techo abovedado de la nueva sala bancaria tenía 8,2 m de altura.
En dos de los cuatro pisos del sótano se colocó "la bóveda más fuerte del mundo", midiendo dos pisos de altura y 8.5 por 9.8 m en el interior. Las paredes de la bóveda tenían 710 mm de espesor, 610 mm de hormigón y 100 mm de "acero a prueba de golpes y perforaciones". Esto evitaría que tanto los explosivos estándar como los cortadores de oxiacetileno penetren en la bóveda. Las columnas y vigas que refuerzan la bóveda son tan fuertes que "un choque suficiente para perturbar la bóveda haría que el edificio se derrumbara sobre ella". En el interior, la bóveda se dividió en numerosos pasillos con cerraduras de combinación; cada caja fuerte en la bóveda requirió dos oficiales para abrir.

##### Pisos superiores
Los pisos restantes se alquilaron a varios inquilinos. Cuando el edificio abrió por primera vez, la entrada a estos pisos era a través de una entrada en la parte occidental de la fachada de Wall Street, donde había un pasadizo que conectaba con el edificio del Banco de Hannover hacia el norte. Durante la expansión de 1931 a 1933, se construyó una nueva entrada en Pine Street. Un sistema de once ascensores conectaba el vestíbulo a los pisos de alquiler, que constaba de cinco ascensores "rápidos", cinco ascensores "locales" y un ascensor de "relevo". Los ascensores "rápidos" funcionaban sin escalas desde el vestíbulo para dar servicio a los pisos superiores, mientras que los ascensores "locales" daban servicio a los pisos inferiores y los ascensores de "relevo" a todos los pisos. Había un ascensor adicional que prestaba servicio desde los pisos 30 al 38. Estos pisos contenían superficies de piso de concreto; paredes de mármol, yeso y terracota; y puertas, marcos de ventanas y molduras de metal pero con un acabado que parece de caoba. Una escalera continua de 531 escalones va desde el tercer piso hasta el piso 29.
El actual piso 32, el piso más alto debajo del techo, [e] alguna vez sirvió como apartamento, que J. P. Morgan tenía la opción de ocupar. Decidió no seguir la opción debido a los procedimientos antimonopolio en curso contra Bankers Trust en el momento de la finalización del edificio. The New York Times informó en la inauguración del edificio en 1912 que se habían gastado 250.000 dólares en "muebles de madera de teca, alfombras de valor incalculable, baños de lujo y un balcón de observación privado", aunque estaba "completamente desprovisto de muebles". Christopher Gray, crítico de arquitectura del Times, escribió en 2007 que había habido rumores infundados de que Morgan usaba el apartamento como una escapada privada. En 1997, el piso 32 se convirtió en un restaurante francés de lujo llamado The 14 Wall Street, que cerró a principios de 2006.

## Historia

### Contexto y adquisición del terreno

Edificios Gillender y Stevens (en rojo) y el edificio Bankers Trust que los reemplazó, mirando desde la elevación de Nassau Street (este)

Bankers Trust se fundó en 1903 cuando varios bancos comerciales necesitaban un vehículo para ingresar al mercado de fideicomisos y herencias. La compañía originalmente estaba ubicada en las calles Liberty y Washington, con ocho empleados trabajando en dos salas del sótano. El Bankers Trust finalmente adquirió espacio en el Edificio Gillender, habiendo sido inducido a mudarse allí debido a la proximidad de la Bolsa de Valores de Nueva York. La empresa, con J. P. Morgan en la junta, creció rápidamente y tenía la intención de aterrizar permanentemente en el "vórtice de la vida financiera de Estados Unidos".
Durante la última parte de la década, instituciones financieras como el Banco de Montreal, el Cuarto Banco Nacional y Germania Life Insurance Company adquirieron propiedades en las calles Wall y Nassau. Bankers Trust comenzó a negociar la compra del edificio Gillender en abril de 1909. Sin embargo, fue el Stevens Building adyacente de siete pisos el que Bankers Trust adquirió primero; en julio, el fideicomiso arrendó el edificio Stevens por 84 años a un costo de $ 1.5 millones. [f] En ese momento, la prensa informó que Bankers Trust erigiría un edificio de oficinas de 16 pisos alrededor del edificio Gillender. George B. Post, contratado como "asesor profesional", propuso el nuevo edificio como una estructura en forma de L.
En noviembre, Bankers Trust finalizó un acuerdo para comprar el Edificio Gillender a Helen Gillender. El mes siguiente, la Manhattan Trust Company adquirió el edificio Gillender por $ 1.5 millones (equivalente a $ 42.683.000 en 2019), entonces una cantidad récord para terrenos en la ciudad de Nueva York. Manhattan Trust luego revendió el Gillender Building a Bankers Trust por $ 1,25 millones (equivalente a $ 35.569.000 en 2019), aunque Manhattan Trust retuvo los derechos de arrendamiento a largo plazo para la planta baja y otros espacios. Según The New York Times, Manhattan Trust y Bankers Trust se habían coludido para adquirir el edificio Gillender. Durante este tiempo, Bankers Trust adquirió una participación mayoritaria en Guaranty Trust Company; aunque este último permaneció en su antigua sede, las mismas personas formaron parte de los consejos de administración de ambas empresas. Bankers Trust y Mercantile Trust Company también se fusionaron, pero debido a que la sede de Mercantile Trust se quemó en un incendio de enero de 1912, esto afectó la planificación del nuevo edificio. Bankers Trust absorbió Manhattan Trust en febrero de 1912: ambas empresas habían sido propiedad de Morgan, y la proximidad de los espacios de las empresas se citó como una razón para la fusión.

### Construcción y uso temprano
Para maximizar la utilización de la tierra, Bankers Trust deseaba construir una estructura más alta que los edificios Gillender o Stevens. Para "obtener los mejores resultados" para el diseño, en 1909, Bankers Trust solicitó planos de cuatro arquitectos y estudios de arquitectura: Carrère y Hastings, Francis H. Kimball, Trowbridge y Livingston, y Warren y Wetmore. Finalmente, se aceptó la oferta de Trowbridge y Livingston. La empresa presentó planes para 14 Wall Street al Departamento de Edificios de la ciudad de Nueva York el 20 de abril de 1910.

#### Edificio inicial

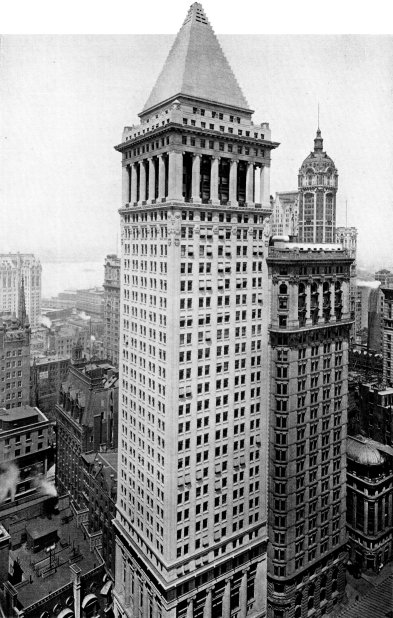
Visto hacia 1919

La primera etapa de construcción comenzó en abril de 1910 con la demolición del Edificio Gillender, que The New York Times afirmó ser el primer rascacielos que fue demolido para dar paso a un rascacielos más alto. La demolición del edificio Stevens comenzó el mismo mes, y ambos edificios habían sido demolidos en junio de 1910. Una vez despejado el sitio, se inició el trabajo de cimentación. El trabajo fundamental se vio obstaculizado debido a las arenas movedizas del suelo, así como a la presencia de soportes redundantes debajo del sitio del edificio Gillender y la proximidad de otros edificios. La construcción de la superestructura de acero comenzó después de que se completó el trabajo fundamental en noviembre de 1910. El trabajo de la fachada comenzó en febrero de 1911, con el contratista Marc Eidlitz & Son erigiendo la fachada a un ritmo de tres pisos y medio por semana. La mampostería se completó el 15 de septiembre de 1911, a excepción de la pirámide, para la cual hubo un pequeño cambio en el diseño.
Los sótanos y los tres pisos inferiores debían contener la sede de Bankers Trust, aunque sus operaciones principales se ubicarían en otros lugares, en oficinas menos costosas. La mayoría de los pisos superiores estaban destinados a ser alquilados a otras empresas. En mayo de 1911, The Wall Street Journal informó que ya se había alquilado en el edificio "una gran cantidad de espacio para oficinas". Las tarifas de venta por espacio de alquiler fueron de $ 43 / m², equivalente a $ 1.200 / m² en 2019; esta tasa era más alta que en otros edificios de la zona debido a la proximidad de 14 Wall Street a la Bolsa de Nueva York. Ese noviembre, The Wall Street Journal informó que el edificio estaba alquilado en un 65%. En abril de 1912, un mes antes de la apertura del edificio, un paracaidista saltó desde el piso 32 del 14 de Wall Street, y aterrizó en el techo de 26 Wall Street.
14 Wall Street se inauguró oficialmente el 20 de mayo de 1912, momento en el que estaba alquilado en un 85%. J.P. Morgan & Co. originalmente había planeado mudarse al 14 de Wall Street, con Morgan ocupando el apartamento del piso 32. Después de que Bankers Trust fue investigado por el Comité Pujo del Congreso de Estados Unidos. Por prácticas monopólicas, estos planes se cancelaron y J.P. Morgan & Co.construyó otra estructura al sureste en 23 Wall Street. En 1917, Bankers Trust se había convertido en un banco de servicio completo y una de las instituciones financieras más ricas del país. Bankers Trust, que alquiló los pisos superiores, descubrió que el espacio existente era inadecuado en la década de 1920, con más de cuatro veces más personal que en 1912. Como resultado, la compañía ocupó espacio en los edificios Astor y Hanover Bank.

#### Anexo
Bankers Trust comenzó la adquisición de tierras en 1919, adquiriendo el edificio Astor en junio y el edificio en 7 Pine Street dos meses después. El Hanover Bank Building no se adquirió hasta 1929, una década después. En ese momento, Bankers Trust poseía la mitad oriental del bloque delimitado por las calles Broadway y Wall, Pine y Nassau. El arquitecto Richmond Shreve describió la situación como "[no llega a ser] una expresión verdadera de la posición [de la empresa]". En enero de 1931, Bankers Trust anunció planes para la nueva estructura, que costaría $ 5,5 millones. La empresa de Shreve, Shreve, Lamb & Harmon, fue contratada para construir el anexo.
El personal del 14 de Wall Street fue trasladado a una ubicación temporal cuando comenzaron las obras en mayo de 1931, y posteriormente se arrasaron los edificios Hanover Bank, Astor y 7 Pine Street. Ese noviembre, los constructores implementaron dos turnos diarios de cinco horas para los trabajadores en lugar de un turno único de ocho horas, duplicando el número de puestos de trabajo para los trabajadores y aumentando la productividad diaria. El nuevo anexo de 25 pisos se completó en 1932 y el personal se mudó nuevamente al 14 de Wall Street. El antiguo edificio también fue renovado con la adición del tercer piso y la reubicación de las entradas principales. Estas renovaciones se completaron en marzo de 1933. El mes siguiente, Bankers Trust inauguró oficialmente el anexo y comenzó a mudarse a siete pisos del anexo. El proyecto triplicó el área rentable de 14 Wall Street.
En enero de 1934, el First National Bank de Nueva York (ahora Citibank) presentó una demanda contra Bankers Trust y los contratistas del proyecto, alegando que las excavaciones habían dañado su edificio contiguo en Broadway y Wall Street. De los $ 881.500 que solicitó el First National Bank en concepto de daños, se le otorgó aproximadamente una cuarta parte de esa cantidad. Ese abril, Bankers Trust quedó eximido de toda responsabilidad por cualquier daño causado durante la construcción.

### Uso posterior

#### Bankers Trust
La Bankers Trust Company tenía activos por mil millones de dólares en 1935. Como señal de la estabilidad financiera de la empresa, en 1943, Bankers Trust compró el terreno bajo el 14 de Wall Street a la familia Sampson, cuyo edificio Stevens había sido demolido para dar paso al original torre. El edificio fue equipado con un moderno sistema de aire acondicionado en 1955. Durante esta época, el banco continuó creciendo a través de fusiones. La segunda sede del banco en Midtown Manhattan, en 280 Park Avenue, abrió sus puertas en 1962, aunque Bankers Trust mantuvo la ocupación en 14 Wall Street. La fachada del 14 de Wall Street se limpió a mediados de la década de 1960. Cuando se completó One Bankers Trust Plaza en 1974, se reubicaron más empleados de 14 Wall Street y otras cuatro ubicaciones. Posteriormente, los pisos del octavo al 23 del Bankers Trust Building quedaron vacíos, lo que representa (33.000 m², aunque estos pisos se alquilaron gradualmente a otros inquilinos.
Bankers Trust retuvo la propiedad de 14 Wall Street hasta 1987, cuando el edificio se vendió a 14 Wall Street Associates, quienes posteriormente vendieron el edificio a 14 Wall Street Realty en 1991 y a General Electric Investment en 1992. Después de comprar 14 Wall Street, General Electric La inversión comenzó para renovar el edificio por $ 7 millones. Aunque Bankers Trust retuvo un contrato de arrendamiento a través del edificio hasta 2004, con la opción de cancelar en 1995, la compañía abandonó el espacio antes, en 1992. Los fabricantes Hanover y Chemical Bank ocuparon el espacio que Bankers Trust había utilizado anteriormente.

#### Otros ocupantes

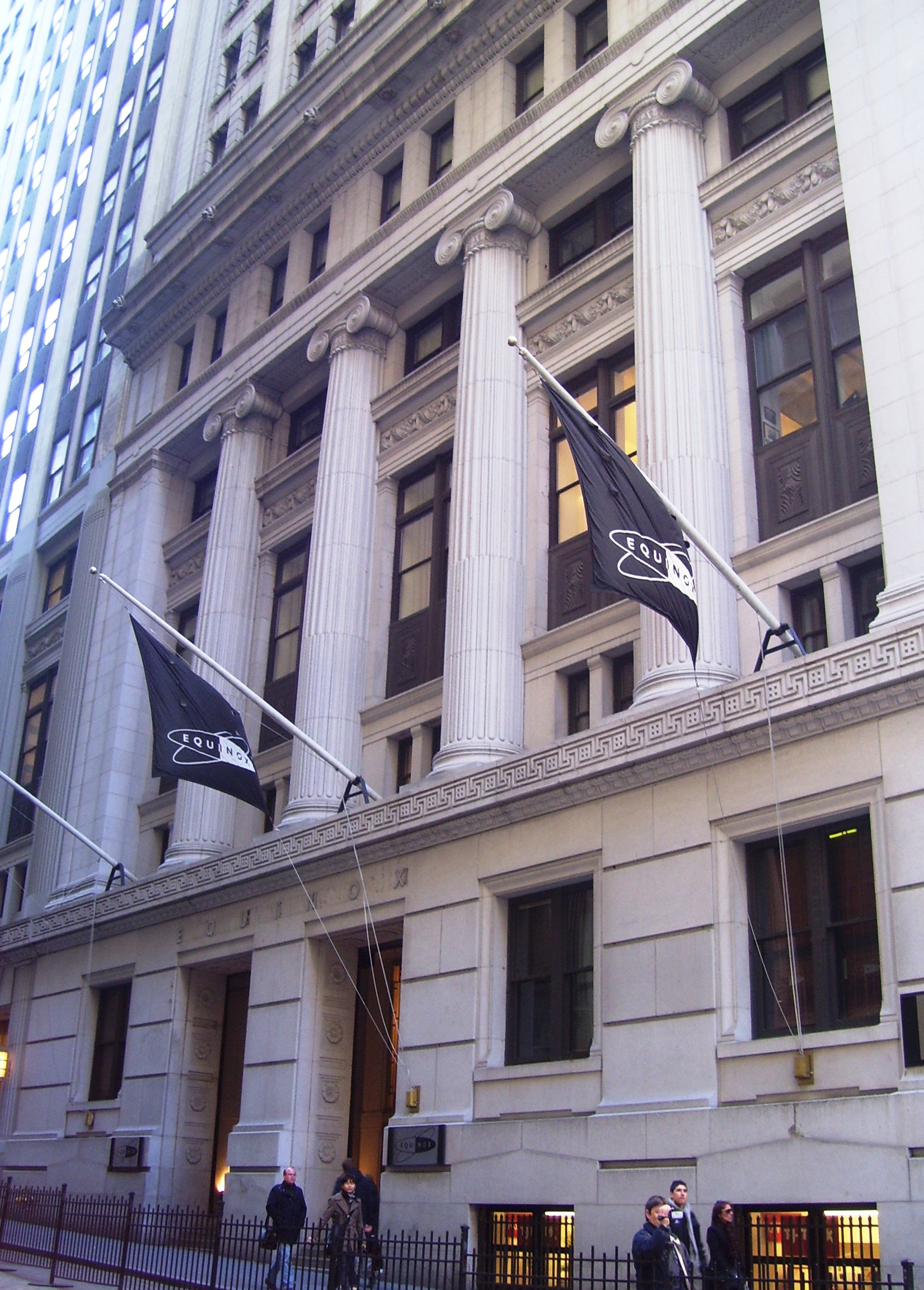
Porción más baja de la fachada

La Comisión de Preservación de Monumentos Históricos de la Ciudad de Nueva York designó 14 Wall Street como un monumento oficial de la ciudad en enero de 1997, y Boston Properties acordó comprar 14 Wall Street por $ 320 millones ese agosto. El inquilino de la sala bancaria del anexo, Chase Bank, donó el espacio al Museo del Rascacielos por un año a partir de 1998. Durante este tiempo, el museo realizó una exposición sobre el Empire State Building dentro del espacio. Un grupo de inversión liderado por Laurence Gluck y Arthur Wrubel compró 14 Wall Street a General Electric Investment en 1999.
Gluck era propietario exclusivo de 14 Wall Street en 2004, y al año siguiente, Leviev Boymelgreen le compró el edificio a Gluck por 215 millones de dólares. Inicialmente, los nuevos propietarios querían convertir todo el edificio de oficinas en condominios de lujo, pero en 2006 abandonaron el plan de conversión residencial. En cambio, Leviev Boymelgreen finalmente convirtió los pisos inferiores en condominios. A principios del año siguiente, Leviev Boymelgreen acordó vender la propiedad a Cushman & Wakefield por $ 325 millones. Finalmente, Carlyle Group y Capstone Equities compraron 14 Wall Street, quienes planearon renovar el edificio por $ 50 millones, incluidos $ 5 millones para la restauración del vestíbulo. Cinco años después, el control mayoritario del edificio se vendió por $ 303 millones en efectivo a Alexander Rovt, un magnate ucraniano de fertilizantes que pagó la deuda pendiente del edificio como parte del trato. En el momento de la compra, tenía 300.000 pies cuadrados (28.000 m²) de espacio libre y tres posibles inquilinos estaban en conversaciones para arrendar aproximadamente dos tercios de esa cantidad. Después de $ 60 millones de renovaciones, el edificio estaba alquilado en un 90% a principios de 2016. Cushman & Wakefield manejó el arrendamiento de 14 Wall Street hasta que fue reemplazado por CBRE Group en 2017.

## Inquilinos
- Aflac[169]
- Amerigroup[170]

- Equinox Fitness[171]
- FDM Group[172]
- NYU Langone Medical Center[173]

- Posse Foundation[174]
- IWG[175]
- Thestreet.com[176]

## Recepción crítica
En el momento de su finalización, 14 Wall Street era el edificio bancario más alto del mundo y el tercer o cuarto rascacielos más alto de la ciudad. 14 Wall Street y la cercana Singer Tower, vistas desde el paseo marítimo de Manhattan, se parecían "a los postes del gigantesco 'Gateway of New York'". El edificio fue visto como un símbolo del futuro. A principios del siglo XX, Bankers Trust utilizó imágenes del 14 de Wall Street en su publicidad para representarlo como una "torre de fuerza". Esta iconografía persistió incluso después de la construcción del anexo. 14 La imagen de Wall Street se convirtió en sinónimo de capitalismo y Wall Street, ya que se mostró en las fotos de Berenice Abbott y en el documental de 1921 Manhatta, y Bankers Trust envió un modelo en miniatura del edificio a la Exposición Internacional Panamá-Pacífico en 1915. Christopher Gray dijo que la enorme altura del 14 de Wall Street contrasta fuertemente con el 23 de Wall Street de un piso, en diagonal a través de Wall y Broad Streets, aunque ambos fueron diseñados por Trowbridge & Livingston y ocupados por JP Morgan.
El techo piramidal de 14 Wall Street inspiró el diseño de varios otros edificios. Su finalización se describió como el "comienzo de una moda para el uso de un templo o mausoleo" en la parte superior de los rascacielos, utilizando detalles mejorados o una representación completa de un templo. La revista de arquitectura proyecta que este tipo de techo "se utilizará muchísimas veces más". Las torres inspiradas en el diseño de 14 Wall Street incluyen 26 Broadway y la nueva 60 Wall Street en el distrito financiero; la Metropolitan Tower de Chicago; y la Foshay Tower en Mineápolis.